# Woźniki
Woźniki (in tedesco Woischnik) è un comune urbano-rurale polacco del distretto di Lubliniec, nel voivodato della Slesia.
Ricopre una superficie di 127 km² e nel 2006 contava 9 583 abitanti.